# Vítor Nogueira
Vítor Nogueira (Vila Real, 1966) é um gestor cultural e escritor português.
Vive e trabalha em Vila Real. Entre outros equipamentos daquela cidade, dirigiu durante uma década o Teatro Municipal e atualmente dirige a Biblioteca Pública. Tem cerca de duas dezenas de livros publicados, nos domínios da poesia, da ficção, do ensaio e do teatro. Paralelamente, tem vindo a publicar em obras coletivas e em diversas revistas literárias portuguesas e estrangeiras, como a Granta, a Colóquio/Letras, a Telhados de Vidro, a Grisu, a Suroeste (Espanha), a Gratuita (Brasil), a Poezija (Croácia), a Luvina (México) ou a antologia de poesia portuguesa contemporânea V tazhnite dni ne govorim za ptitsi (Bulgária). Poemas seus foram traduzidos para inglês (por Ana Hudson), para russo (por Andrei Sen-Senkov), para croata (por Tanja Tarbuk), para búlgaro por Maria Georgieva e Tsocho Boyadzhiev e para alemão por Bernhard Inderst. Um conto seu foi traduzido para castelhano (por Renato Sandoval Bacigalupo), por ocasião da Feria Internacional del Libro de Guadalajara de 2018.

## Livros publicados
- Diário de uma escola de província (crónica), Plátano, Lisboa, 1998.
- A volta ao mundo em 50 poemas (poesia), Editorial Minerva, Lisboa, 1999. ISBN 972-591-386-8
- Ecologia e democracia: potenciais conflitos de uma difícil relação (ensaio), Universidade do Minho, Braga, 2000 (fora do mercado).
- Introdução ao pensamento ecológico (ensaio), Plátano, Lisboa, 2000.
- Memória de Avelino Patena (ensaio), Arquivo Distrital de Vila Real, Vila Real, 2000.
- Águas públicas de Vila Real: do século XIII ao século XX (ensaio), SMAS, Vila Real, 2001.
- Senhor Gouveia (poesia), Averno, Lisboa, 2006.[1]
- O ciclone de 1941 (ensaio, com Elísio Amaral Neves), Cruz Vermelha Portuguesa, Vila Real, 2007.
- Bagagem de mão (poesia), & etc., Lisboa, 2007. ISBN 978-972-8539-96-2[1]
- A Central do Biel: um enquadramento para a musealização da primeira central hidroeléctrica portuguesa (ensaio), Fundação Museu do Douro, Peso da Régua, 2008. ISBN 978-989-95183-5-3
- Comércio tradicional (poesia), Averno, Lisboa, 2008.[1]
- Mar largo (poesia), & etc., Lisboa, 2009.[1]
- Quem diremos nós que viva? (poesia), Averno, Lisboa, 2010.[1]
- Modo fácil de copiar uma cidade (poesia), & etc., Lisboa, 2011. ISBN 978-989-8150-34-9
- Coração (poesia, plaquette), O Homem do Saco, Lisboa, 2013.
- Segunda voz (poesia), Averno, Lisboa, 2014.[14]
- Nos 175 anos da Biblioteca Pública Municipal de Vila Real (ensaio), Biblioteca Municipal de Vila Real, Vila Real, 2014.http://id.bnportugal.gov.pt/bib/bibnacional/1903843
- Amanhã logo se vê (romance), Averno, Lisboa, 2015.[15]
- Cantochão (poesia), Averno, Lisboa, 2017.[16]
- Falésia (romance), Assírio & Alvim, Lisboa, 2019. ISBN 978-972-37-2091-4.
- Rés-do-chão (teatro), Averno, Lisboa, 2021.[17]
- História de Vila Real: Idade Média (ensaio), Batuta Fidalga e Direção Regional de Cultura do Norte, Vila Real, 2022. ISBN 978-989-33-3548-2.
- Seis calçadas lajeadas do concelho de Vila Real (ensaio), Município de Vila Real, Vila Real, 2023.http://id.bnportugal.gov.pt/bib/bibnacional/2158087
- O Andor da Senhora da Pena: História, território e identidade (ensaio), Município de Vila Real, 2024.http://id.bnportugal.gov.pt/bib/bibnacional/2194545
- A Central do Biel: História e musealização da primeira central hidroeléctrica portuguesa (ensaio), Central do Biel — Museu de Arqueologia Industrial, Vila Real, 2024.http://id.bnportugal.gov.pt/bib/bibnacional/2194541